# HD 202206 b
HD 202206 b是一個環繞恆星 HD 202206 的次恆星天體，距離地球約151光年。該天體可能是系外行星或棕矮星，但目前仍未確認。該天體質量至少是木星的17.4倍，這超過了讓星體核心中的氫可經由核融合變成氘的質量下限。氘燃燒是否會發生是國際天文聯會的太陽系外行星工作小組界定氣體巨行星和棕矮星的方式，照此定義 HD 202206 b 應屬於棕矮星。另一方面，行星形成的吸積模擬顯示它可以形成最高25到30倍木星質量，而且這類天體仍屬於行星。